# Pheidole velox
Pheidole velox är en myrart som beskrevs av Carlo Emery 1887. Pheidole velox ingår i släktet Pheidole och familjen myror. Inga underarter finns listade i Catalogue of Life.